# SS Lazio (hockeyclub)
Società Sportiva Lazio Hockey is een Italiaanse hockeyclub uit Rome.
De club werd in 1959 opgericht uit de bekende gelijknamige voetbalclub SS Lazio. De wit-blauwe club biedt alleen herenhockey aan. Het eerste team speelt in de Serie A2, het op-een-na hoogste niveau.
De heren wonnen in 2005 de Scudetto (het Italiaanse kampioenschap). Daarnaast werd in het verleden nog viermaal de Italiaanse beker gewonnen.